# Польша на зимних Олимпийских играх 1948
Польша принимала участие в Зимних Олимпийских играх 1948 года в Санкт-Морице (Швейцария) в пятый раз за свою историю, но не завоевала ни одной медали.
Польша принимала участие в соревнованиях по горнолыжному спорту, хоккею, лыжным гонкам (18 км и эстафета), прыжкам с трамплина и лыжному двоеборью. Лучших успехов добилась сборная Польши по хоккею, ставшая шестой.